# Raimund von Wichera

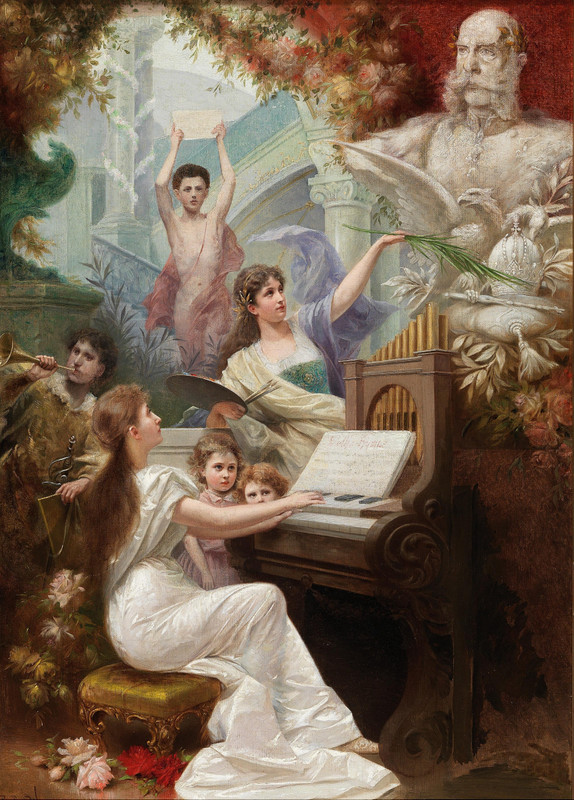
Huldigung

Raimund Ritter von Brennerstein Wichera (* 18. August 1862 in Frenštát pod Radhoštěm; †  21. Januar 1925 in Wien) war ein österreichischer Maler, Hofmaler am Hofe des Kaisers Franz Joseph I.
Im Jahre 1864 zog seine Familie nach Hranice na Moravě (Mähren). Er begann früh als Autodidakt zu malen.
Raimund von Wichera studierte an der Akademie der Bildenden Künste Wien bei Christian Griepenkerl und in der Sonderschule der figürlichen Malerei bei Hans Makart.
Ab 1901 wurde er Mitglied des Wiener Künstlerhauses. Wichera wurde auch Präsident der Alten Meistergilde in Wien, unterrichtete an der Akademie der bildenden Künste und war Berater von Kaiser Franz Joseph I. für bildende Kunst. Er bekleidete den Posten des Hofmalers.
Wichera nahm regelmäßig an Ausstellungen der Wiener Akademiker teil.
Übrigens war Wichera der legitime Vater des slowakischen Malers Maximilián Schurmann (1890–1960), des Sohnes von Paulina von Geher und Adoptivsohnes von Julius Schurmann.